# 新峡水库
新峡水库是中国湖北省恩施土家族苗族自治州来凤县境内的一座水库，位于酉水支流新峡河上，建于1981年。水库正常库容为890万立方米，集雨面积为181.1平方千米，海拔为525.7米。